# Rivière Fortier (vattendrag i Kanada, lat 49,08, long -75,85)
Rivière Fortier är ett vattendrag i Kanada.   Det ligger i provinsen Québec, i den sydöstra delen av landet, 400 km norr om huvudstaden Ottawa.
I omgivningarna runt Rivière Fortier växer i huvudsak barrskog. Trakten runt Rivière Fortier är nära nog obefolkad, med mindre än två invånare per kvadratkilometer.